# Cantinflas
Cantinflas (eredeti neve: Mario Fortino Alfonso Moreno Reyes) (Mexikóváros, 1911. augusztus 12. – Mexikóváros, 1993. április 20.) Golden Globe-díjas mexikói színész.

## Életpályája
Szülei: Pedro Moreno Esquivel és María de la Soledad Reyes Guízar voltak. Nyolcan voltak testvérek: Pedro, José, Catalina, Mario, Eduardo, Esperanza, Enrique és Roberto. Tepito-ban nőtt fel. 1928-ban csatlakozott a mexikói hadsereghez, de 1928. május 23-án édesapja levelet írt a hadseregnek, hogy hozzák vissza a gyereket; oka pedig az volt, hogy Cantinflas ekkor még csak 16 éves volt, és ő azt hazudta, hogy 21 éves. 1936-tól szerepelt filmekben. 1939–1940 között Fernando A. Rivero filmrendező munkatársa volt. 1940-ben Posa Film néven önálló filmgyártó vállalatot alapított. 1941–1981 között Miguel M. Delgado mexikói filmrendezővel dolgozott együtt. Az 1950-es években jelentős összegeket áldozott szociális célokra. 1980-ban csillagot kapott a Hollywood Walk of Fame-en.
Habár nagy népszerűségre tett szert az Egyesült Államokban is, de elsöprő sikereket elsősorban hazájában, a latin-amerikai országokban és Spanyolországban érte el.

## Magánélete
1936-1966 között Valentina Ivanova volt a felesége. Halálát tüdőrák okozta, amely erős dohányosságából eredt.

## Filmjei
- Nem a te szíved téved (No te engañes corazón) (1936)
- Trópusi karnevál (Carnaval en el trópico) (1942)
- A három testőr (Los tres mosqueteros) (1942)
- A cirkusz (El circo) (1943)
- Romeo és Julia (Romeo y Julieta) (1943)
- Gran Hotel (1944)
- Egy nap az ördöggel (Un día con el diablo) (1945)
- Az atombomba (El bombero atómico) (1952)
- 80 nap alatt a Föld körül (1956)
- Raquel bolerója (El bolero de Raquel) (1957)
- Pepe (1960)
- A kiváló (El extra) (1962)
- Don Quijote újra lovagol (1973)

### Cantinflas-filmek
- Az elmúlás jele (El signo de la muerte) (1939)
- Cantinflas jengibre contra dinamita (1939)
- Cantinflas boxeador (1940)
- Ahí está el detalle (1940)
- Cantinflas y su prima (1940)
- Cantinflas y los censos (1940)
- Cantinflas torero (1940)
- Cantinflas ruletero (1940)
- Sem vér, sem aréna (Ni sangre, ni arena) (1941)
- Egy repülő fiatalember (¡A volar joven!) (1947)
- El supersabio (1948)
- A mágus (El mago) (1949)
- A fényképész úr (El señor fotógrafo) (1953)
- Caballero a la medida (1954)
- Le a függönyt! (Abajo el telón) (1955)

## Díjai
- Golden Globe-díj a legjobb férfi főszereplőnek – zenés film vagy vígjáték (1957) 80 nap alatt a föld körül

## Fordítás
- Ez a szócikk részben vagy egészben  a   Cantinflas című angol Wikipédia-szócikk fordításán alapul.  Az eredeti cikk szerkesztőit annak laptörténete sorolja fel. Ez a jelzés csupán a megfogalmazás eredetét és a szerzői jogokat jelzi, nem szolgál a cikkben szereplő információk forrásmegjelöléseként.
- Ez a szócikk részben vagy egészben  a   Cantinflas című spanyol Wikipédia-szócikk fordításán alapul.  Az eredeti cikk szerkesztőit annak laptörténete sorolja fel. Ez a jelzés csupán a megfogalmazás eredetét és a szerzői jogokat jelzi, nem szolgál a cikkben szereplő információk forrásmegjelöléseként.